# Boso II van La Marche
Boso II van La Marche (overleden in 1005) was van 997 tot aan zijn dood graaf van La Marche en graaf van Périgord. Hij behoorde tot het huis Périgord.

## Levensloop
Boso II was de derde zoon van graaf Boso I van La Marche en diens echtgenote Emma, dochter van graaf Willem I van Périgord.
Boso ondersteunde in 996 zijn oudere broer Adelbert I in diens opstand tegen hertog Willem V van Aquitanië, die feitelijk de leenheer van Adelbert was. Willem V verzocht koning Robert II van Frankrijk om hulp, die in 997 een leger naar La Marche stuurde en Boso in de burcht van Bellac belegerde. Rond dezelfde tijd sneuvelde Adelbert in de strijd, waarna Boso het graafschap La Marche en het graafschap Périgord erfde. Boso slaagde er vervolgens in om de belegering succesvol af te wenden, waarna Robert II terugkeerde naar Parijs. 
Wel slaagde hertog Willem V van Aquitanië er in 997 in om met de steun van de graven van Angoulême de burcht van Rouchemeaux nabij Charroux te veroveren, waarop Boso zich onderwierp. Wegens godsvredebreuk werd hij daarop geëxcommuniceerd. Boso stichtte vervolgens een geestelijke nederzetting in Moutier-d'Ahun en begaf zich op pelgrimstocht naar Rome, waarna zijn excommunicatie werd opgeheven. Na zijn terugkeer uit Rome in 998 vond hij aansluiting bij het gevolg van hertog Willem V van Aquitanië. 
Boso II begon daarop een vete tegen de burggraven van Limoges, die een burcht nabij de Abdij van Brantôme hadden gebouwd. Deze abdij stond onder de bescherming van de graven van La Marche. Boso viel de burcht aan, vernietigde ze en verwondde burggraaf Gwijde van Limoges. Als wraak veroverde diens zoon Adhémar de burcht van La Brosse en de abdij van Le Soult. In alliantie met hertog Willem V van Aquitanië voerde Boso een tegenaanval uit op de abdij van Le Soult, waarbij Adhémar werd gevangengenomen. In ruil voor zijn vrijlating moest Adhémar de bezittingen van de graven van La Marche accepteren.
Boso II was gehuwd met een onbekende vrouw, wier naam en afkomst onbekend zijn. Ze kregen twee zonen:
- Eli II (overleden in 1032/1033), graaf van Périgord
- Boso (overleden in 1044)

In 1005 stierf Boso II, volgens sommige bronnen door zijn echtgenote vergiftigd. Zijn zoon Eli II volgde hem op als graaf van Périgord, maar werden wegens hun minderjarigheid onder het regentschap van hertog Willem V van Aquitanië geplaatst. Zijn neef Bernard I volgde hem dan weer op als graaf van La Marche.